# Андра Франичевић
Андра Франичевић (псеуд. Чика Андра) (Неготин 20. мај 1889 — Београд, 20. септембар 1967), је био српски дечји песник.
Студирао је германистику у Минхену, где је дипломирао 1920. Био је професор на Трговачкој академији у Земуну и Београду.
У Првом светском рату учествовао је као добровољац.
Књижевношћу се почео бавити као гимназијалац. Радове је штампао од 1920. у часописима Српски књижевник гласник, Мисао, Раскрсница, Живот. Највише дечјих песама објавио је у дневном листи Политика. Писао је и епиграме и хумористичке стихове на политичке, спортске и друштвене теме.